# Cocomo
COCOMO (COnstructive COst MOdel), även benämnd COCOMO 81, är en modell framtagen 1981 av Barry Boehm vid University of Southern California för tidsuppskattning av utvecklingstid för programvaruprojekt. En modell, benämnd COCOMO II togs fram 1991 då den tidigare modellen var anpassad för utvecklingsprocesser baserade kring stordatorer.
Modellen är statistiskt framtagen och beskriver 26 faktorer som påverkar tiden det tar att bygga ett IT-stöd.

## Publikationer

### Böcker
- Barry Boehm. Software engineering economics (1981) ISBN 0-13-822122-7
- Barry Boehm et al. Software cost estimation with COCOMO II (2000) ISBN 0-13-026692-2

### Artiklar
- Kemerer, Chris F. (27 maj 1987). ”An Empirical Validation of Software Cost Estimation Models”. Communications of the ACM. http://www.pitt.edu/~ckemerer/CK%20research%20papers/EmpiricalValidationSwCost_Kemerer87.pdf.